# 191 Peachtree Tower
191 Peachtree Tower
O 191 Peachtree Tower é um dos arranha-céus mais altos do mundo, com 235 metros (770 ft). Edificado na cidade de Atlanta, Estados Unidos, foi concluído em 1990 com 50 andares.